# Чо Нам Сок
Чо Нам Сок (кор. 조남석; 13 августа 1981) — корейский дзюдоист суперлёгкой весовой категории, выступал за сборную Южной Кореи на всём протяжении 2000-х годов. Серебряный призёр летних Азиатских игр в Дохе, обладатель бронзовой медали чемпионата мира, чемпион Азиатских игр, чемпион летней Универсиады в Бангкоке, чемпион мира в командной дисциплине, победитель многих турниров национального и международного значения.

## Биография
Чо Нам Сок родился 13 августа 1981 года. Впервые заявил о себе в сезоне 2000 года, одержав победу на молодёжном азиатском первенстве в Гонконге. Будучи студентом, отправился представлять страну на летней Универсиаде 2003 года в Тэгу, где стал бронзовым призёром в полулёгком весе.
Первого серьёзного успеха на взрослом международном уровне добился в 2004 году, когда попал в основной состав корейской национальной сборной и побывал на чемпионате Азии в Алма-Ате, откуда привёз награду серебряного достоинства, выигранную в суперлёгкой весовой категории — в решающем поединке потерпел поражение от казаха Базарбека Донбая. Год спустя на азиатском первенстве в Ташкенте взял верх над всеми своими соперниками, в том числе над японцем Тацуаки Эгусой, и завоевал тем самым золотую медаль. Кроме того, выступил на чемпионате мира в Каире, где получил бронзу, проиграв в 1/16 финала австрийцу Людвигу Пайшеру. При этом в командной дисциплине вместе с южнокорейской сборной занял первое место.
Благодаря череде удачных выступлений Чо удостоился права защищать честь страны на летних Азиатских играх 2006 года в Дохе — на пути к финалу одолел здесь всех оппонентов, однако в главном поединке вновь встретился с японцем Эгусой и на сей раз проиграл ему, получив таким образом серебряную медаль.
Став серебряным призёром Азиатских игр, Чо Нам Сок остался в основном составе дзюдоистской команды Южной Кореи и продолжил принимать участие в крупнейших международных турнирах. Так, в 2007 году он боролся на Универсиаде в Бангкоке и был лучшим в суперлёгком весовом дивизионе, в частности одолел представителя Украины Максима Коротуна в финале, и удостоился золотой награды. Пытался пройти отбор на Олимпийские игры 2008 года в Пекине, но не смог этого сделать и вскоре принял решение завершить карьеру профессионального спортсмена.